# Castell de Sammezzano
El Castell de Sammezzano, envoltat d'un gran parc, es troba a la localitat del mateix nom al llogaret de Leccio, dins del municipi de Reggello, província de Florència.

## Història
Aquest castell és més antic del que sembla a primera vista, ja que els seus orígens es remunten a l'època de Carlemany. El pas indefugible del temps i la seva mutació als capricis dels seus propietaris, ens l'ha fet arribar fins als nostres dies en la forma d'una fantasia oriental exuberant i fabulosa.
Antiga propietat de la família florentina dels Gualtierottia, aquesta residencia toscana situada damunt d'un turó enmig d'un bosc a uns quaranta quilometres de Florència, va ser adquirit finalment l'any 1605 per la família noble Ximenes d'Aragó.
A la segona meitat del segle XIX, l'hereu de la nissaga Ferdinando Panciatichi, va dotar el castell amb un sorprenent estil morisc. Així mateix, el parc que acull un bosc de roures va ser dissenyat pel mateix Panciatichi durant els mateixos anys, afegint-t'hi elements exòtics i fantàstics com una cova artificial amb una estàtua de Venus, un pont, estanys amb fonts...

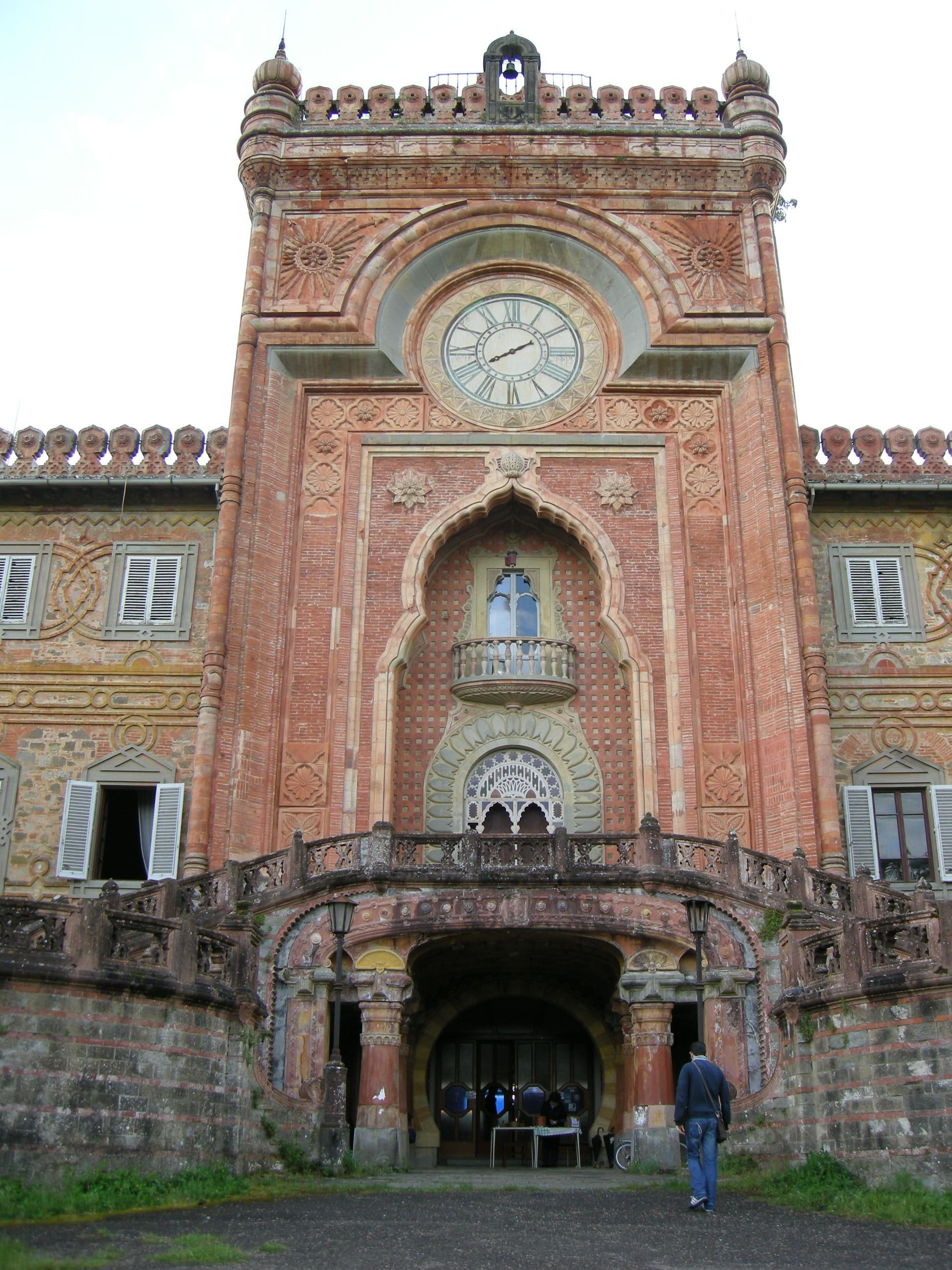
Façana principal del castell

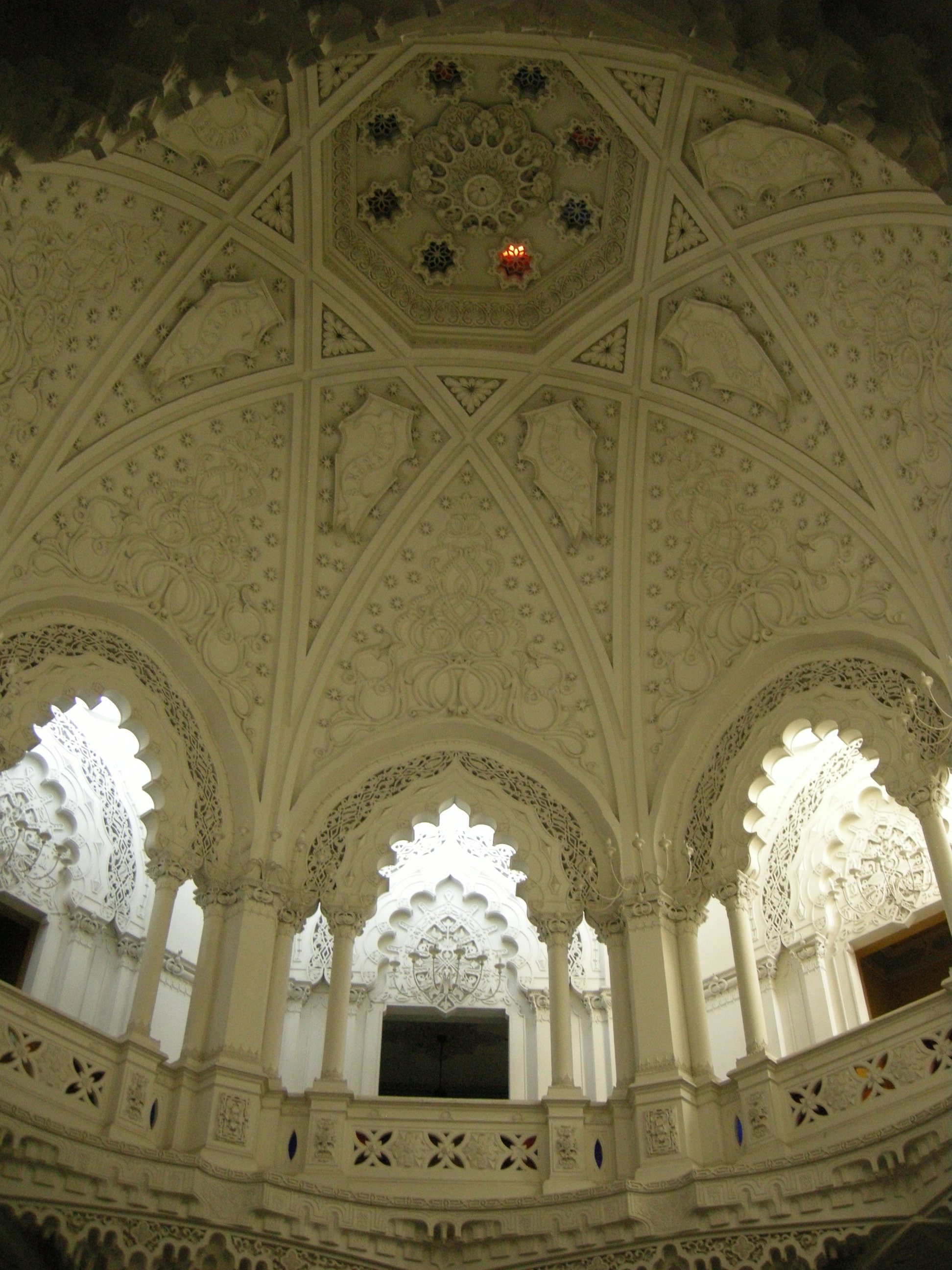
Rotonda a la sala del ball

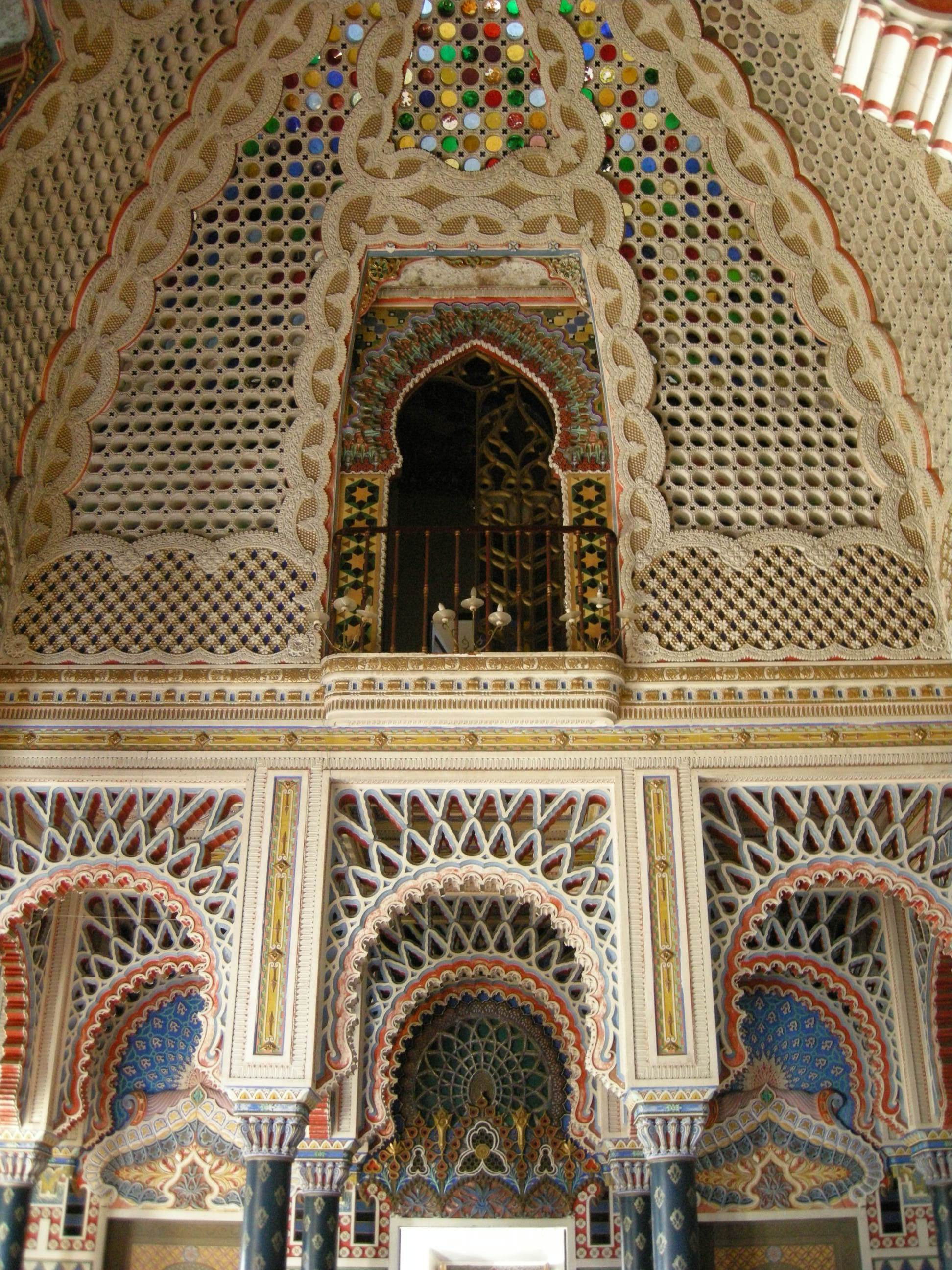
Saló dels lliris

## Les estances

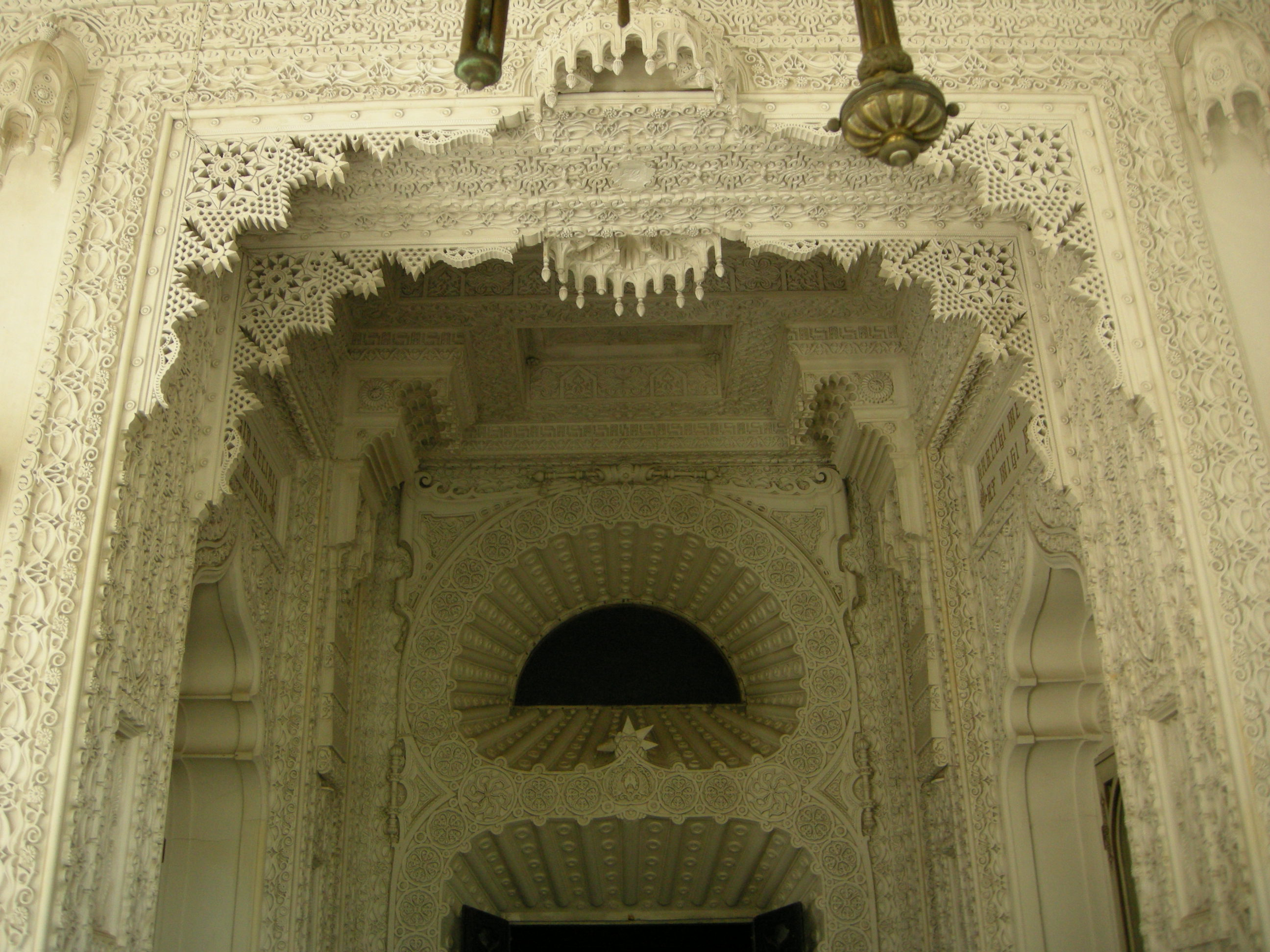
Saló dels amors

El saló de l'entrada absorbeix dues plantes. Des d'una balconada de balustrada amb calats preciosos, unes columnes egípcies aixequen un sostre on pengen cassetons geomètrics amb mosaics d'arabescs. Distribuïdes entre les dues plantes, cada cambra del castell s'identifica amb el seu propi nom i cadascuna d'elles es diferent de les altres.

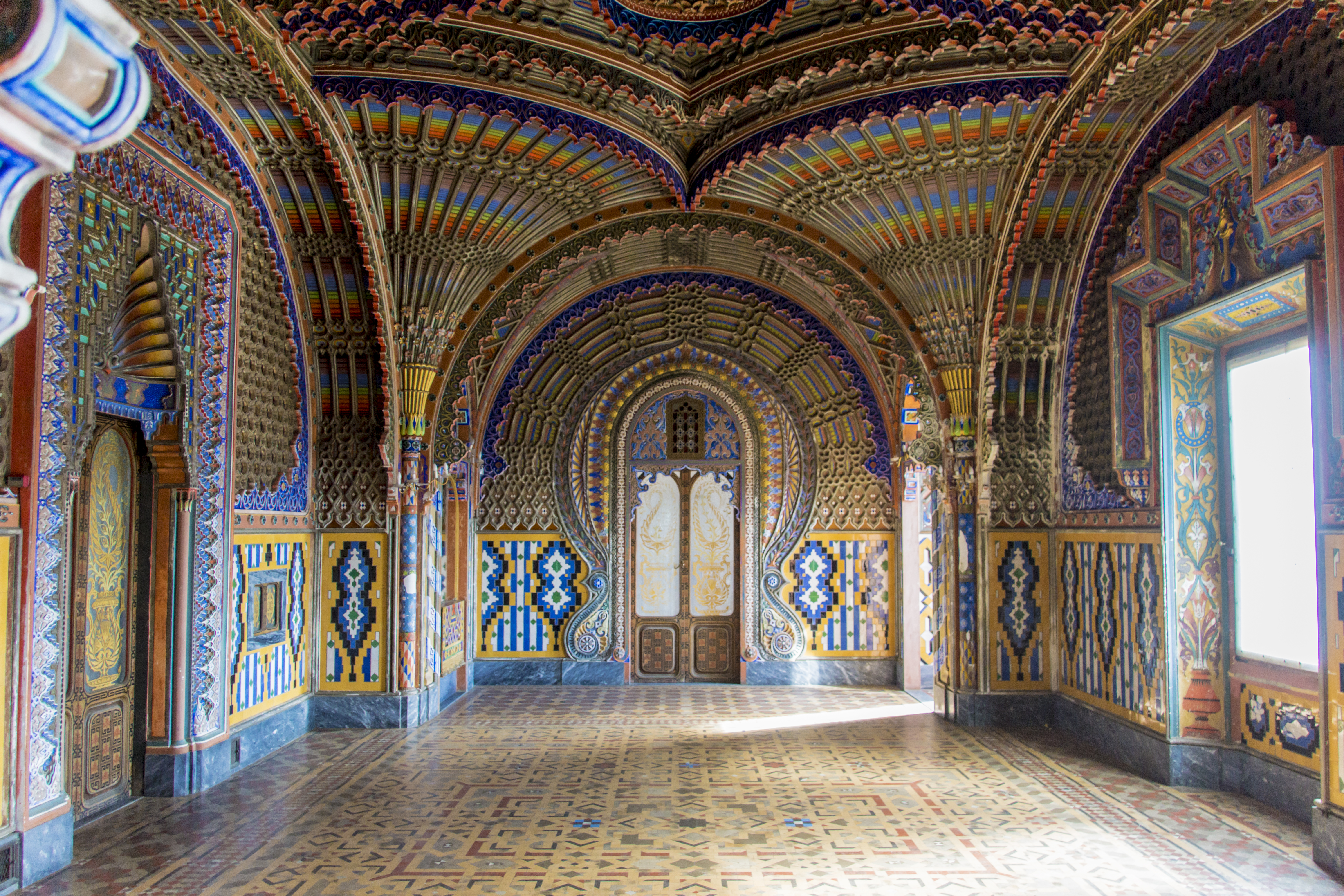
Saló del paó

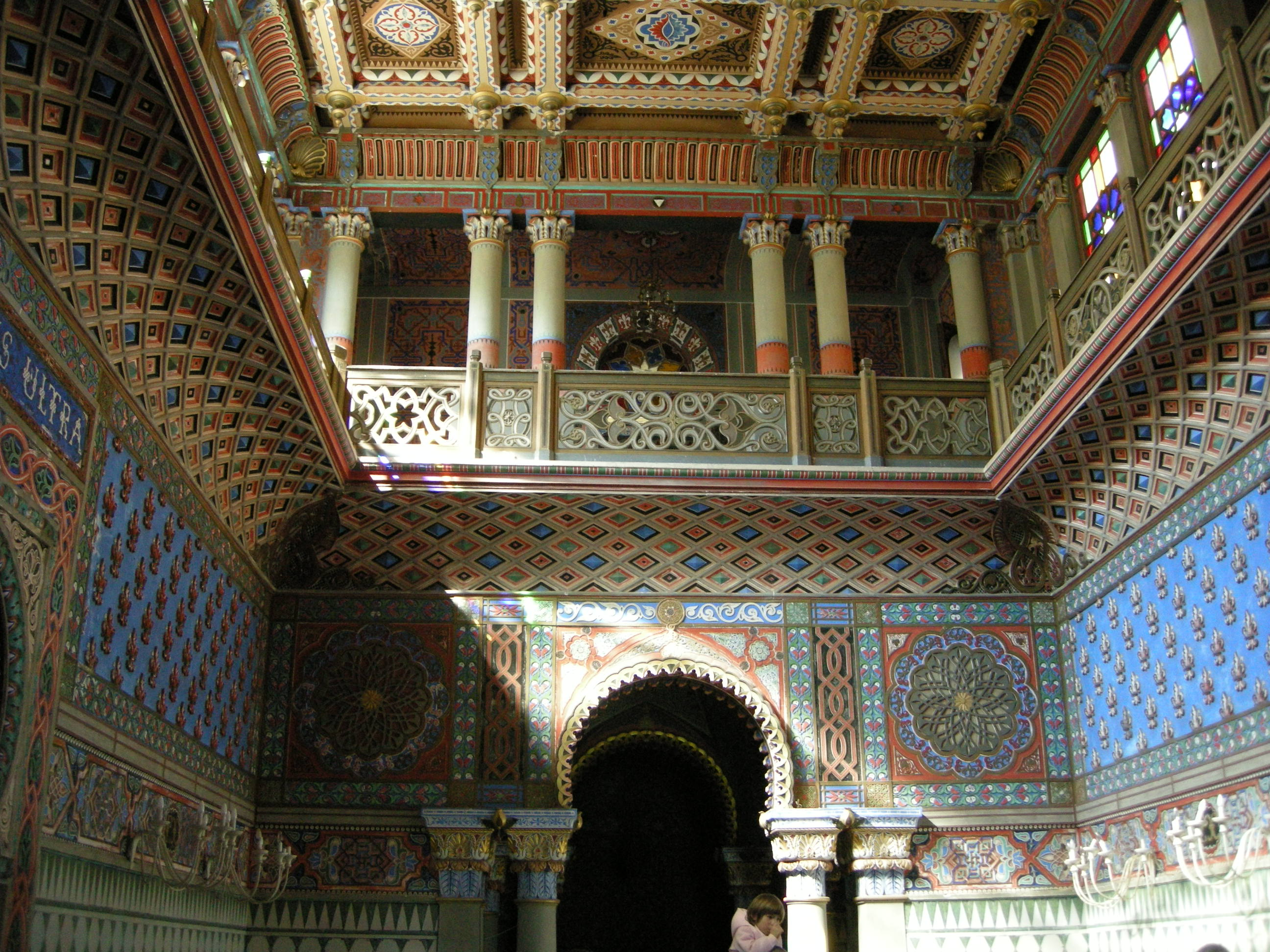
Saló de les columnes

Columnes decorades amb una gran varietat de colors brillants, variats paviments hidràulics, parets enrajolades i calidoscòpiques, i sostres enteixinats propis de l'arquitectura mudèjar, envaeixen les cambres del castell. El sumptuós Saló del Paó amb impressionants formes geomètriques que s'eleven vers el sostre en voltes d'arc d'estuc policromat, recorden la forma de la cua de l'au reial. En contrast radical, el color no apareix al Saló Blanc. Amb un paviment i parets enrajolades amb mosaics marroquins, hi pengen del sostre canelobres de ferro forjat. Igualment, hi domina el blanc neu al Saló del ball o de la Rotonda, coronada per una impressionat cúpula voltada per un balcó.

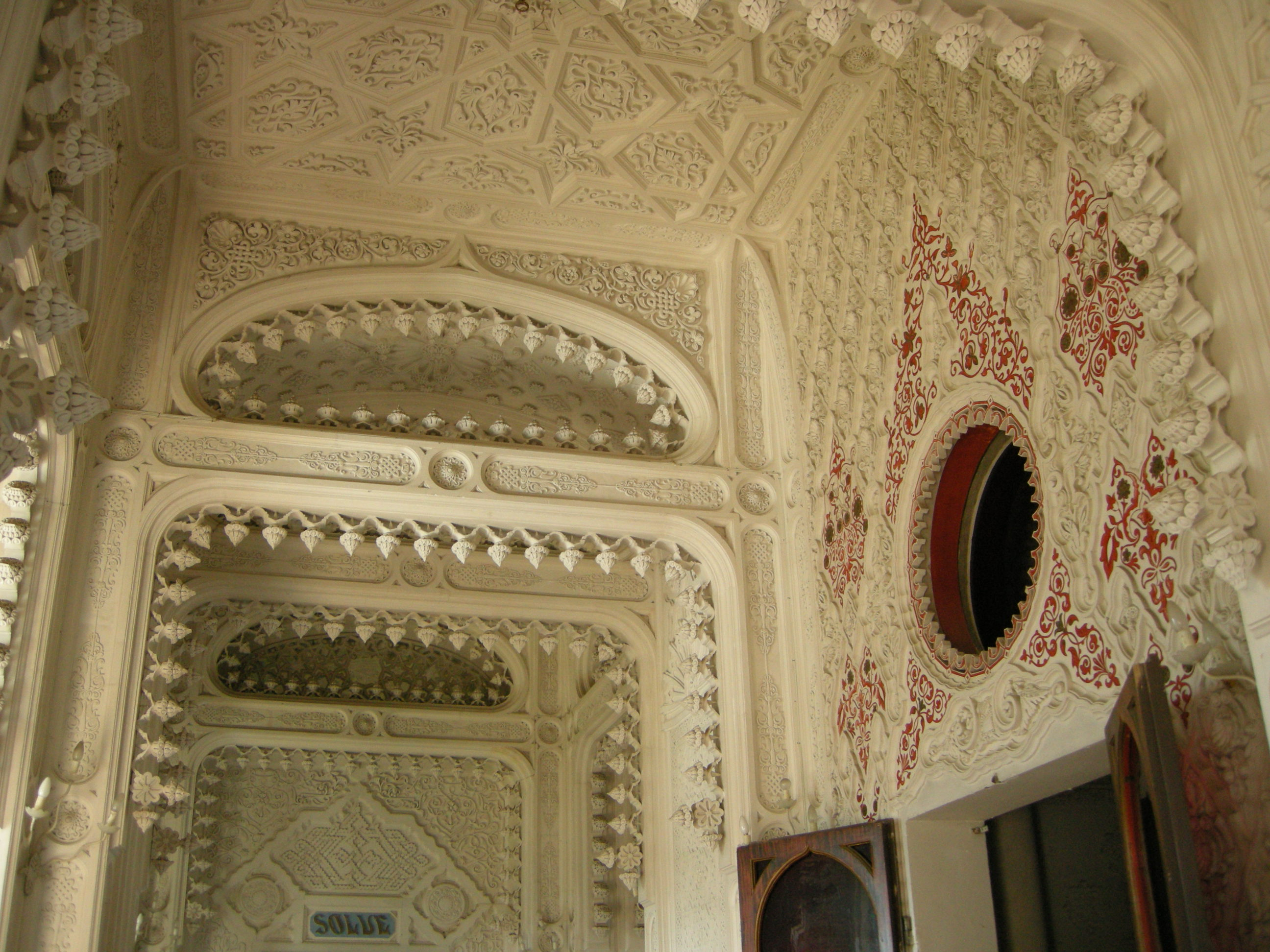
Sala del nodum solve

La rotonda es troba encaixada entre altres sales: la Sala de les papallones, la dels lliris (rep el nom pels lliris heràldics de les columnes), el Saló espanyol, amb un sostre enteixinat d'estuc policromat i decorat amb plats de ceràmica; el Saló dels amants, igualment blanc, dedicat a les parelles d'amants medievals com Tristany i Isolda, Lancelot i Ginebra... En espais successius s'hi descobreix una petita capella, corredors laberíntics, arquivoltes i cúpules. L'epígraf a la porta arcada que mena a la Sala dels lliris amb la frase Non Plus Ultra (no hi ha més enllà), descobreix l'ànim de l'arquitecte que pretenia conduir literalment als afortunats que travessaven el llindar del castell fins a interiors enlluernadors de terres llunyanes.

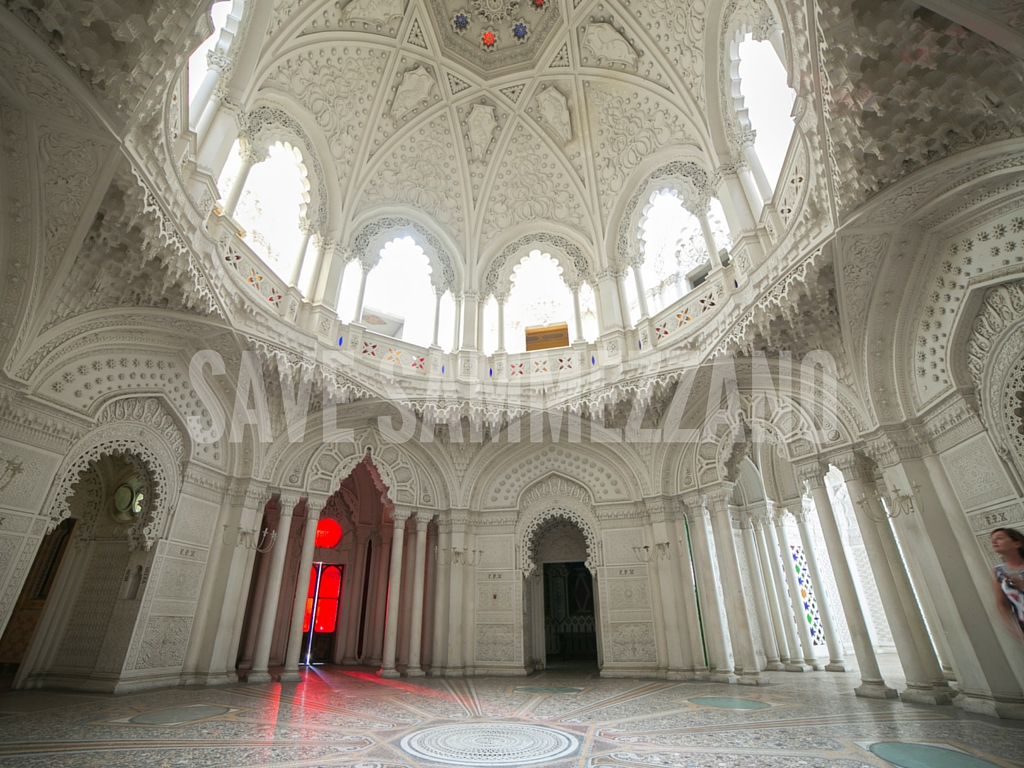
Saló del ball o de la rotonda

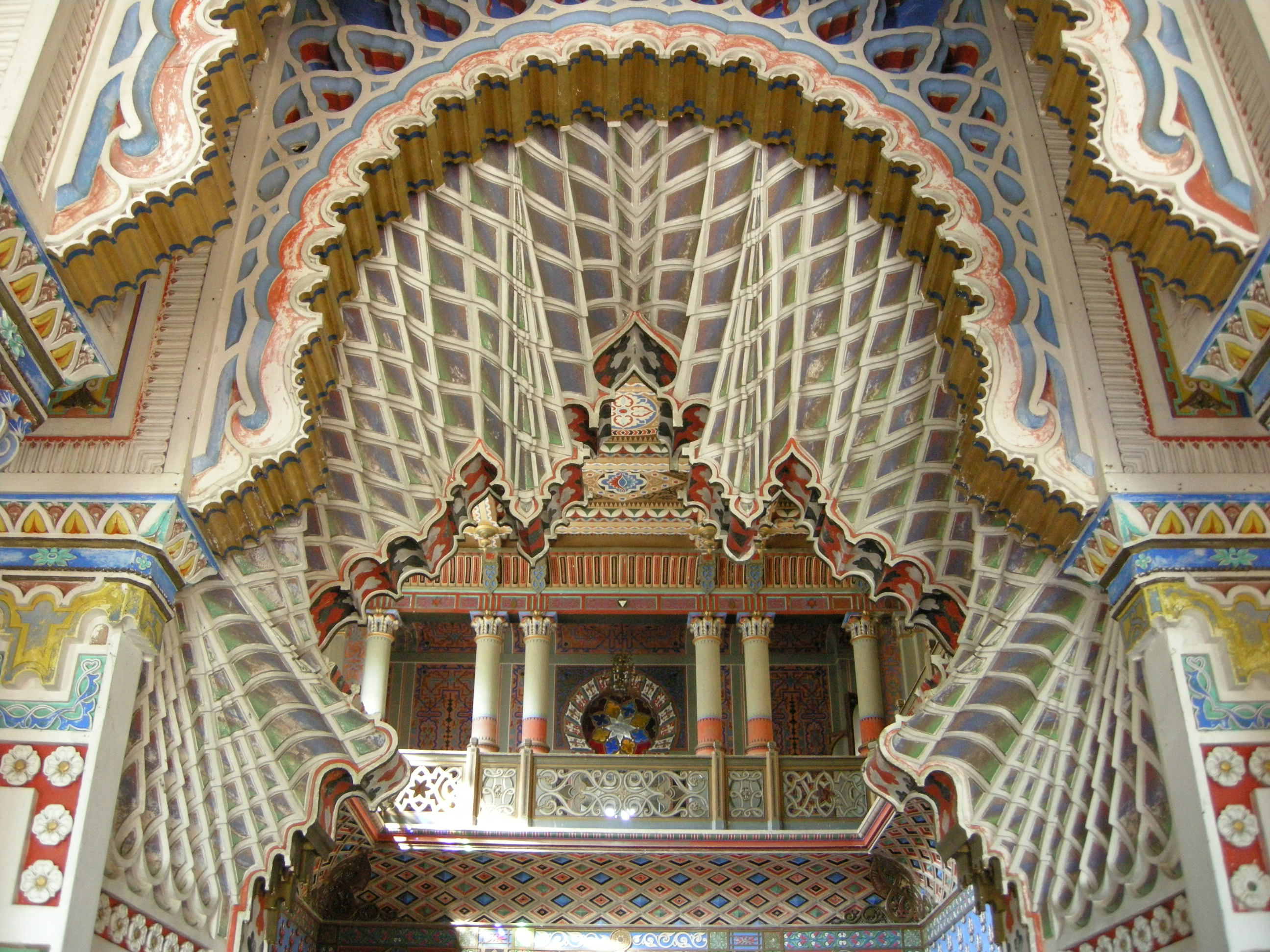
Saló dels lliris

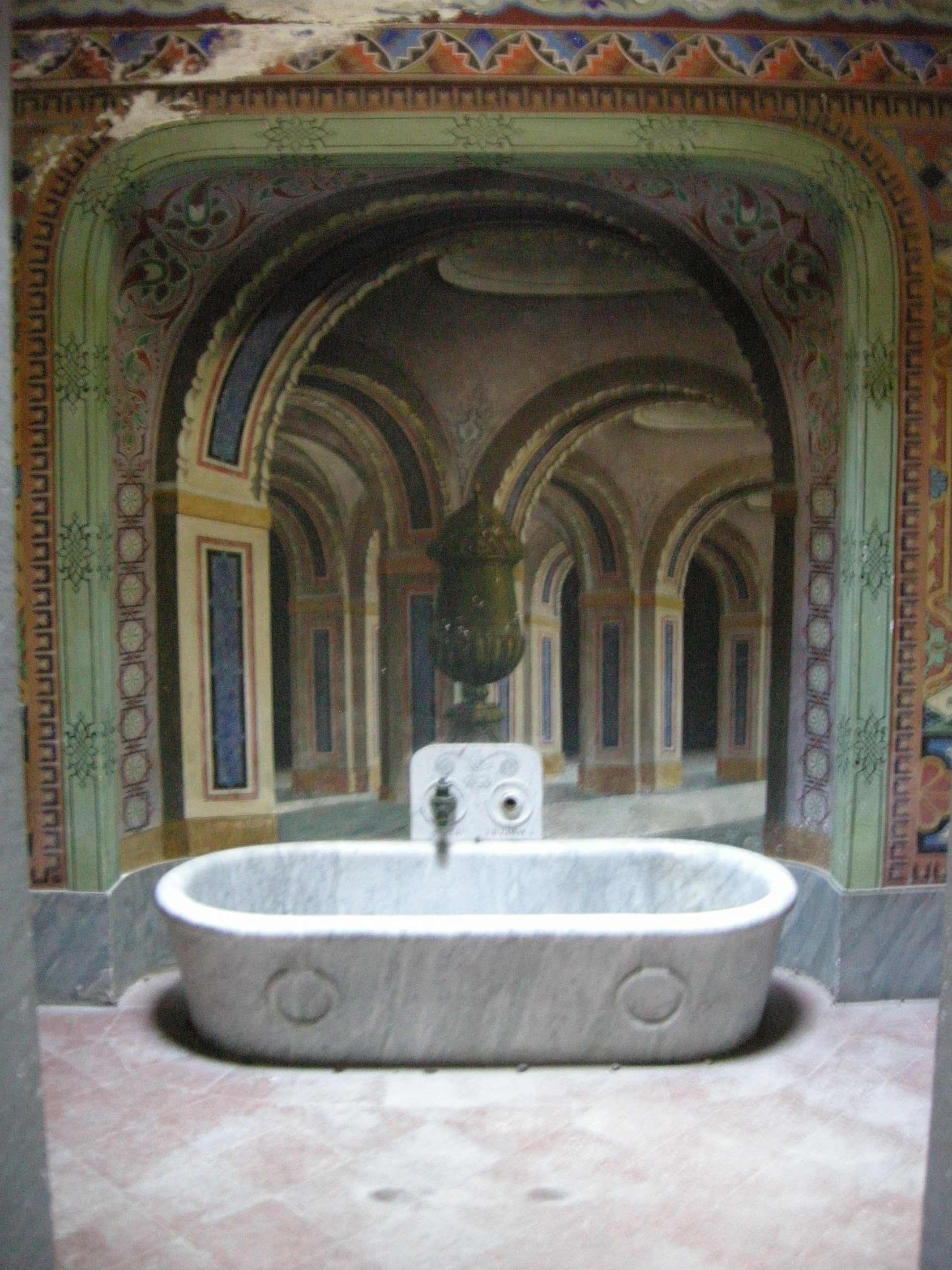
Bany

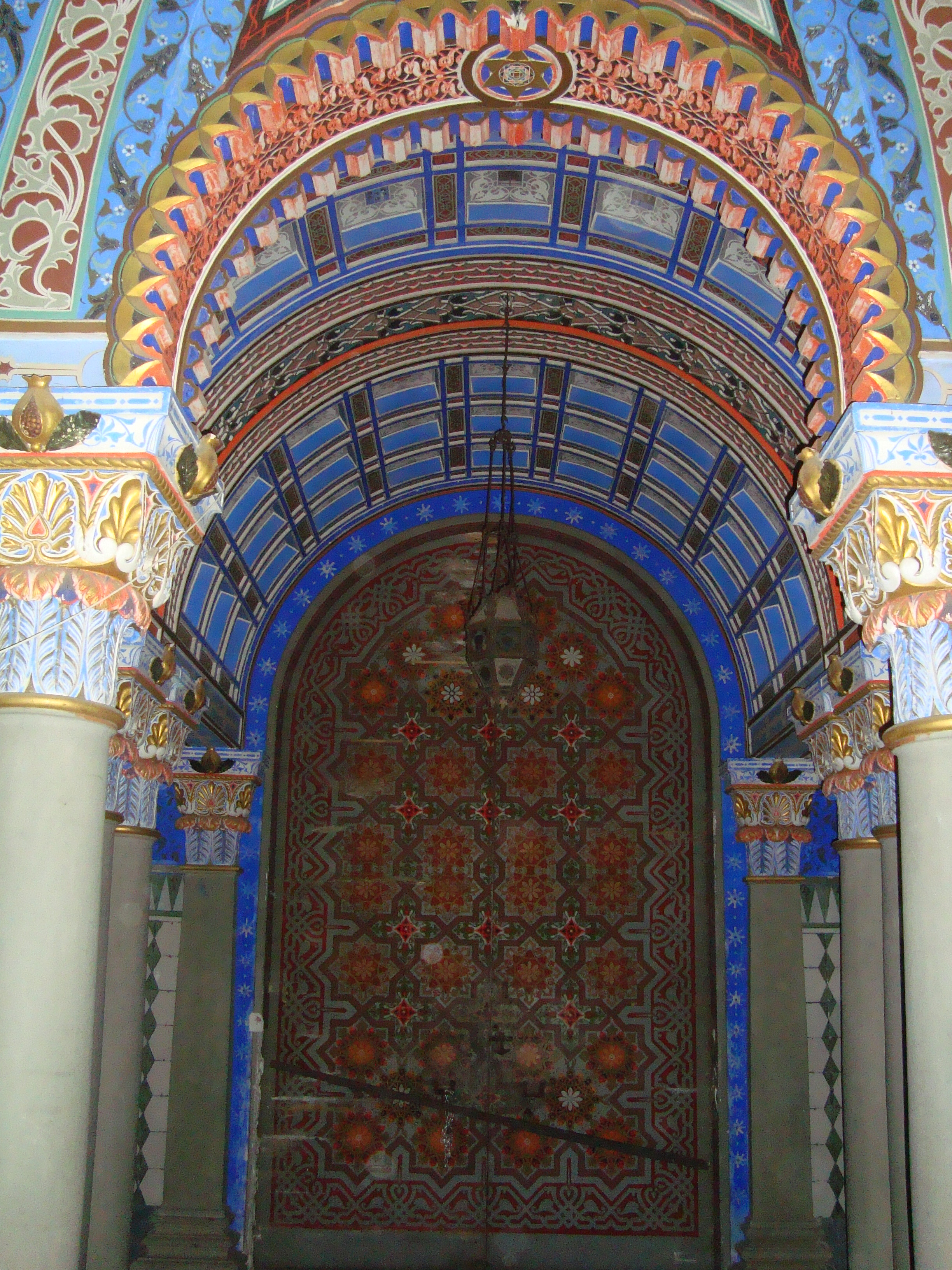
Avantcambra del Saló de les columnes

## Hotel de luxe i actualitat
El Castell Sammezzano es va convertir després de la Segona Guerra Mundial en un hotel de luxe fins que va tancar al 1990. Des d'aleshores ha tingut un futur incert, venent-se a una companyia britànica que va acabar abandonant i tancant-lo al públic. Una associació per salvaguardar-lo, la FPXA (acrònim de Ferdinando Panciatichi Ximenes d’Aragó) ha vetllat perquè el temps no l'acabés condemnant a l'abandó i a la ruïna. En els últims anys es valora el fet que passi a ser propietat de l'estat.

## Sammezzano al cinema
- Finalmente... le mille e una notte (1972) Antonio Margheriti
- Il fiore delle Mille e una notte (1974) Pier Paolo Pasolini
- Emanuelle - Perché violenza alle donne? (1977) Joe D'Amato
- Il figlio dello sceicco (1978) Bruno Corbucci
- Sono un fenomeno paranormale (1985) Sergio Corbucci amb Alberto Sordi
- A cena col vampiro (1989) Lamberto Bava (Telefilm)
- Jours tranquilles à Clichy (1999) Claude Chabrol
- Il racconto dei racconti - Tale of Tales, (2015) Matteo Garrone